# Dick Tuinder
Dick Tuinder (Hawaï, 1963) is een Nederlands beeldend kunstenaar, schrijver en filmregisseur. Hij studeerde in 1988 af aan de Rietveld Academie in Amsterdam.
In 1991 was hij een van de oprichters van de videokunstenaarsgroep Park4DTV, waarin hij actief bleef tot op heden.

## Filmografie
Korte films geregisseerd door Tuinder:
- Goud, 1993, bekroond met Grolsch Film Award op Nederlands Film Festival (1993).
- 4Tokens II - Downstairs, 1995,
- De tijdreiziger, 1996,
- Nostalgia and Paranoia, documentaire over Daniel Clowes, 2002
- Space, gemaakt samen met Aryan Kaganof, 2003
- Blue Skies, 2005
- Most Things Never Happen, 2005,
- Music for the Blind, 2006
- Later, 2006
- Funny Dewdrop, 2007

Lange films:
- Winterland ("A true story that never happened") (fantasy), 2009
- Afscheid van de maan ("Een hippe komedie over de jaren 70"), 2014, genomineerd voor Tiger Award op het International Film Festival Rotterdam (2014)